# Судовце
Судовце (слч. Súdovce) су насељено мјесто са административним статусом сеоске општине (слч. obec) у округу Крупина, у Банскобистричком крају, Словачка Република.

## Становништво
| Година:    | 1994. | 2004.   | 2014.   | 2024.   |
| ---------- | ----- | ------- | ------- | ------- |
| Број људи: | 210   | 205     | 219     | 210     |
| Разлика:   |       | -2,38 % | +6,82 % | -4,10 % |

| Година:    | 2023. | 2024. |
| ---------- | ----- | ----- |
| Број људи: | 210   | 210   |
| Разлика:   |       | +0 %  |

Према подацима о броју становника из 2024. године насеље је имало 210 становника.